# Theodor Auzinger
Theodor Auzinger (* 28. Juli 1878 in München; † 1957 in ebenda) war ein deutscher Schauspieler bei Bühne und Film sowie ein Rundfunkmanager und Hörspielsprecher. 

## Leben und Wirken
Der Sohn des bayerischen Mundartdichters Peter Auzinger (1836–1914) begann seine Bühnenlaufbahn in seiner Heimatstadt München, 1900 debütierte er am Volkstheater-Ost. Nach einigen Wanderjahren kam Theodor Auzinger 1906 an das Hoftheater von Meiningen, wo er ein Jahrzehnt lang blieb und Erfolge in so verschiedenartigen Stücken wie Hauptmanns Der Biberpelz (als Rentier Krüger) oder Shakespeares Was ihr wollt (als Junker Rülps) feiern konnte 1916 kehrte Auzinger nach München zurück, wo er erst am dortigen Schauspielhaus wirkte, ehe er sich schließlich im Laufe der 1920er Jahre auf die Arbeit beim Radio konzentrierte. 
Beim Radio wirkte er als Sprecher in Hörspielen wie „Andreas Hofer“ (1926, Titelrolle), „Der junge Mozart“ (1927) und „Agnes Bernauer“ (1928). Schließlich stieg Theodor Auzinger zum Oberspielleiter des Reichssenders München auf. Zwischendurch wirkte er mit der einen oder anderen Rolle sowohl im Stumm- als auch im Tonfilm (dort zumeist heimatverbundene Stoffe und Lustspiele) mit. Am besten ist er mit dem tragischen Ödhofbauern in Der sündige Hof (1933) in Erinnerung geblieben. Bis kurz vor Ende des Zweiten Weltkriegs war Theodor Auzinger auch wieder bühnenaktiv (Münchner Volkstheater). 
Nach 1945 ist er nicht mehr mit einem Bühnen-Festengagement nachzuweisen, blieb aber auch weiterhin als Hörspielsprecher aktiv: So konnte man ihn beispielsweise in Erich Kästners „Die Konferenz der Tiere“ (1950), Wilhelm Hauffs „Das steinerne Herz“ (1951), Hanns Bogels „Der bayerische Herodes“ (1951), Ludwig Thomas „Begegnung mit Altaich“ und „Die Indianerin“ (beides 1952), Fritz Meingasts „Bruder an der Pforte“ (1953) und Thomas „Der Wittiber“ (1953) hören.

## Filmografie
- 1917: Der Herr mit der Dogge
- 1926: Der Jäger von Fall
- 1933: Der sündige Hof
- 1935: Der Kampf mit dem Drachen
- 1936: Es waren zwei Junggesellen
- 1936: Waldfrieden (Kurzfilm)
- 1937: So weit geht die Liebe nicht
- 1937: Der Schimmelkrieg in der Holledau
- 1941: Der scheinheilige Florian
- 1942: Die Erbin vom Rosenhof